# Škoda Roomster
Škoda Roomster je automobil z produkce firmy Škoda Auto. Jedná se o kompaktní rodinný vůz, někdy také označovaný jako MPV. Na českém trhu se vůz začal prodávat 1. června 2006.
Sériový model Škoda Roomster, který byl představen v březnu 2006 na Ženevském autosalonu vychází ze stejnojmenné studie, která byla představena na podzim 2003 na frankfurtském autosalonu (IAA).
V případě Roomsteru Škoda Auto upustila od platformové koncepce, zavedené s výběhem modelu A02 – Škoda Felicia, což byla koncepce, která razila heslo „jedna platforma pro více vozů“. Typickým příkladem je například platforma A4 ze Škody Octavie první generace, která se montovala i na VW Golf IV, Seat Toledo II, Audi A3, atd. Cílem je podle vnitrokoncernové politiky zvětšit míru odlišení jednotlivých koncernových vozů v rámci třídy.
Od roku 2007 je v nabídce kromě přepážky N1 také užitková verze Roomsteru s názvem Škoda Praktik.
V roce 2010 vůz prošel faceliftem.
Roku 2014 se sice začalo spekulovat o ukončení výroby v průběhu tohoto roku, nicméně k tomu nakonec nedošlo automobil se vyráběl až do 30. dubna 2015, kdy sjel z výrobní linky v Kvasinách poslední kus.

## Výroba
Vůz Škoda Roomster byl vyráběn ve výrobním závodě v Kvasinách. Vyráběl se ve třech směnách (od roku 2007) a každých 6 minut vyjel z linky jeden vůz – denně 120-136 vozů. Za první měsíc prodeje (červen 2006) bylo zákazníkům dodáno 843 vozů. V roce 2011 byla výroba přesunuta do Vrchlabí a od roku 2013 se opět vrátila do závodu v Kvasinách.

## Rozměry
Vnější rozměry
- Délka: 4 205 mm
- Šířka: 1 684 mm
- Výška (pohotovostní zatížení) 1 607 mm
- Rozvor: 2 617 mm
- Světlá výška: 140 mm
- Rozchod vpředu: 1 436 mm
- Rozchod vzadu: 1 500 mm

Vnitřní rozměry

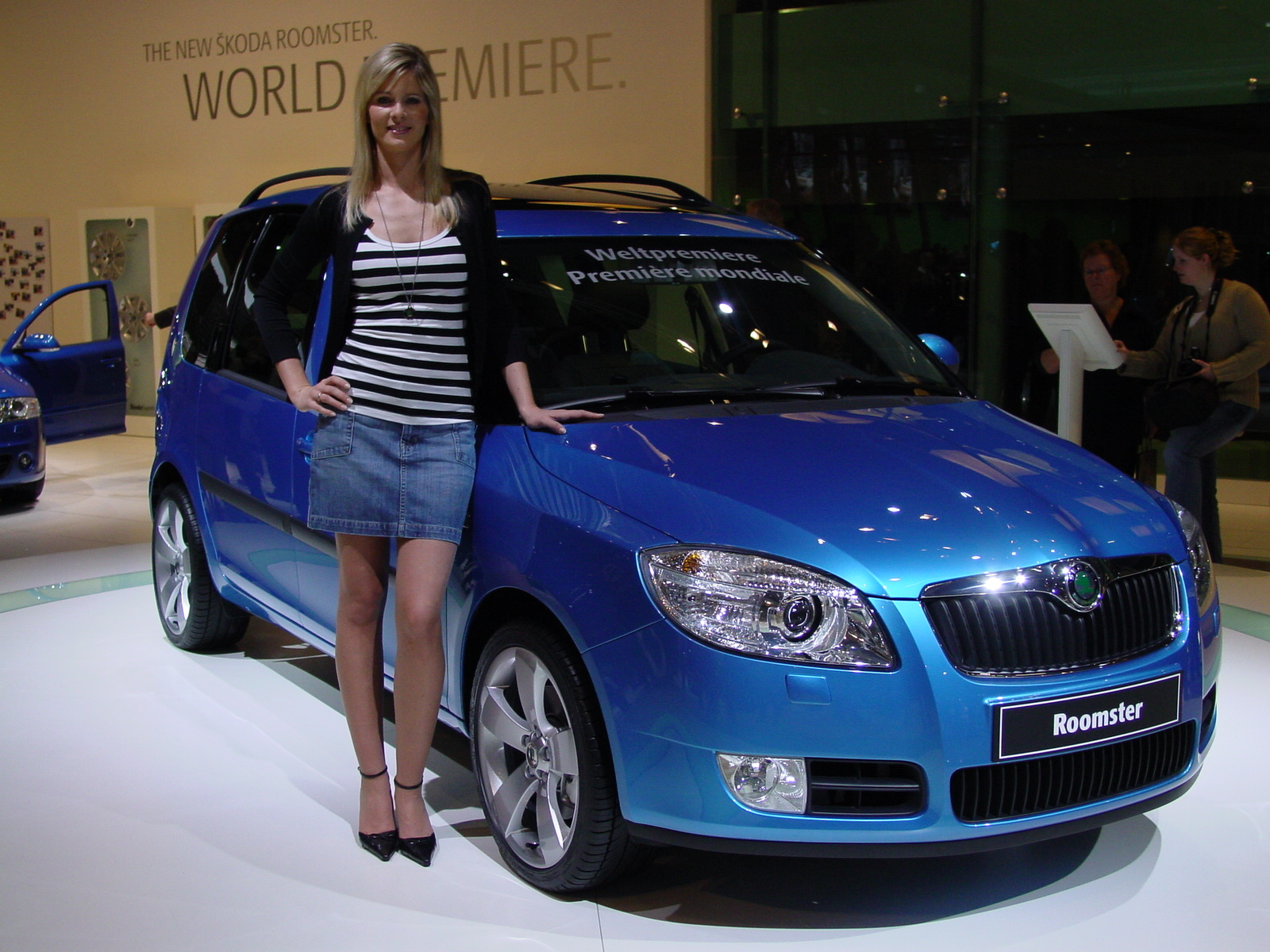
Škoda Roomster, 2006

- Šířka v loktech na předních sedadlech: 1 380 mm
- Šířka v loktech na zadních sedadlech: 1 400 mm
- Míra pohodlí vpředu (max./min.): 1 063/843 mm
- Míra pohodlí vzadu (max./min.): 945/700 mm
- Efektivní prostor pro hlavu vpředu: 1 029 mm
- Efektivní prostor pro hlavu vzadu: 1 009 mm
- Objem zavazadlového prostoru do výše zadního plata: 450–530 l
- Objem zavazadlového prostoru při sklopených zadních sedadlech: 1 555 l
- Objem zavazadlového prostoru po vyjmutí zadních sedadlech: 1 780 l

Zadní sedadla jsou dělená a odnímatelná v poměru 40 – 20 – 40 procent.

## Barvy
Unibarvy
- Bílá Candy
- Červená Corida
- Modrá Dynamic
- Modrá Pacific

Metalické
- Béžová Capuccino metalíza
- Černá magická s perleťovým efektem
- Červená Flamenco metalíza
- Červená Rosso Brunello metalíza
- Hnědá Mocca metalíza
- Modrá Aqua metalíza
- Modrá Ocean metalíza
- Modrá Miami metalíza
- Modrá Polar metalíza
- Modrá Storm metalíza
- Stříbrná diamantová metalíza
- Šedá Anthracite metalíza
- Šedá Platin metalíza
- Šedá Satin metalíza
- Šedá Metal metalíza
- Zelená Amazonian metalíza
- Zelená Olive metalíza
- Zelená Highland metalíza
- Bílá White moon metalíza

## Výbavy
- Roomster
- Easy
- Style
- Sport
- Comfort
- Atractive
- Scout

## Motory
| Označení motoru | Objem [cm³]     | Válce / ventily | Typ             | Max. výkon [kW/ot/min] | Max. točivý moment [Nm/ot/min] | Max. rychlost [km/h] | Zrychlení 0–100 km/h [s] | Přeplňování     | Kód motoru                             | Roky            |
| Zážehové motory | Zážehové motory | Zážehové motory | Zážehové motory | Zážehové motory        | Zážehové motory                | Zážehové motory      | Zážehové motory          | Zážehové motory | Zážehové motory                        | Zážehové motory |
| --------------- | --------------- | --------------- | --------------- | ---------------------- | ------------------------------ | -------------------- | ------------------------ | --------------- | -------------------------------------- | --------------- |
| 1,2 12V HTP     | 1198            | 3/12            | DOHC            | 47/5400                | 112/3000                       | 155                  | 16,9                     | ne              | BME                                    | 2006–2007       |
| 1,2 12V HTP     | 1198            | 3/12            | DOHC            | 51/5400                | 112/3000                       | 158                  | 15,9                     | ne              | BZG / CGPA                             | 2007–2015       |
| 1,2 TSI         | 1197            | 4/16            | OHC             | 63/4800                | 160/1500–3500                  | 172                  | 12,6                     | ano             | CBZA                                   | 2010–2015       |
| 1,2 TSI         | 1197            | 4/16            | OHC             | 77/5000                | 175/1500–4100                  | 184                  | 11,0                     | ano             | CBZB                                   | 2010–2015       |
| 1,4 16V         | 1390            | 4/16            | DOHC            | 63/5000                | 126/3300                       | 171                  | 13,0                     | ne              | BXW – Euro4, od roku 2010 CGGB – Euro5 | 2006–2015       |
| 1,6 16V         | 1598            | 4/16            | DOHC            | 77/5700                | 155/3500                       | 184                  | 10,9                     | ne              | BTS                                    | 2006–2010       |

Vznětové
- 1,2 TDI 55kW (75hp) Greenline, od 2010
- 1,4 TDI 51kW (68hp), 2006–2010
- 1,4 TDI 59kW (79hp), 2006–2010 [7]
- 1,6 TDI 66kW (90hp), od 2010
- 1,6 TDI 77kW (105hp), od 2010
- 1,9 TDI 77kW (105hp), 2006–2010